# 지카나가정
지카나가정(近永町)은 에히메현 기타우와군에 설치되었던 정이다. 현재의 기호쿠정에 해당한다.